# Oberpostdirektion

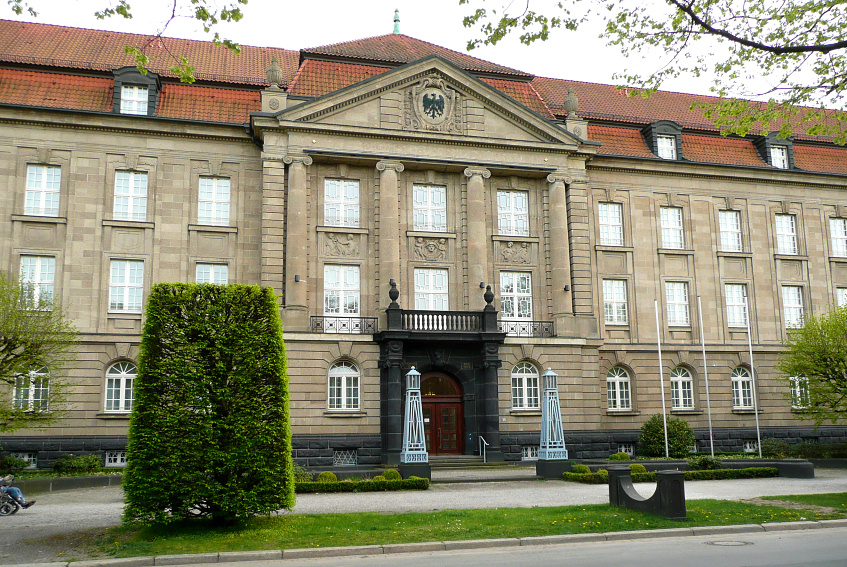
Dienstgebäude der Oberpostdirektion Hannover ab 1912

Oberpostdirektion (OPD; 1934–1945 Reichspostdirektion; RPD) war in Deutschland die Bezeichnung für eine Mittelbehörde sowie Verwaltungseinheit der Postverwaltungen. Oberpostdirektionen wurden 1850 erstmals im Königreich Preußen eingerichtet. Nach dem Zweiten Weltkrieg bestanden Oberpostdirektionen zunächst in den Besatzungszonen und später in den beiden deutschen Staaten fort. In der alten BRD (1949–1990) bestanden von 1950 bis zum 1. Januar 1995 OPDen der Deutschen Bundespost, die aufgelöst und zur Deutschen Post AG wurde. Die Post AG benannte im Zuge der Privatisierung alle OPDen zunächst als Direktion Postdienst; 1999 fielen die Direktionen ganz fort. 
In der DDR wurden die Oberpostdirektionen 1953–1954 aufgelöst und neue Bezirksdirektionen geschaffen.

## Aufgabenstellung
Aufgabe einer Oberpostdirektion war es, das Generalpostamt in Berlin zu entlasten. Als neue Mittelbehörde hatten sie die Verwaltung der in ihrem Bezirk arbeitenden Postanstalten, die Personalführung und das Kassenwesen zu erledigen. Der Oberpostdirektor führte die Verwaltung in dem ihm anvertrauten Bezirk selbstständig und unter eigener Verantwortung.
Oberpostdirektionen waren zuständig für die Lokal-, Karriol- und Botenposten, sie hatten die erforderlichen Postkurswagen zu beschaffen und den Extraposttarif den örtlichen Gegebenheiten anzupassen. Sie hatten sich um Passagierstuben und die Bewirtung der Reisenden zu kümmern. Zu ihren Aufgaben gehörte es, die Landbriefträger, „Post-Expedienten, Bürovorsteher und Unterbeamte“ einzustellen. Sie sollten den Postbetrieb überwachen, Arbeitskräfte zweckmäßig einsetzen, Beschwerden aus dem Publikum nachgehen sowie die Untersuchung und Bestrafung von Postübertretungen und die Ersatzzahlungen eigenständig regeln. Sie hatten die Postkassen zu überwachen. Sie sollten „Druck-Materialien, Utensilien und Montierungsgegenstände jeder Art“ selbst beschaffen. Und sie sollten Einzelheiten kurz und schnell regeln.
Durch die Verschmelzung der Postverwaltung mit der Telegraphenverwaltung am 1. Januar 1876 und durch die Einführung des Fernsprechbetriebes im Jahre 1877 kamen weitere Aufgaben hinzu. Nun mussten sie die Einrichtung neuer Telegraphenlinien, die Erweiterung der Stadt-Fernsprecheinrichtungen und die Inbetriebnahme öffentlicher Sprechstellen regeln.
Hinzu kamen die Kraftposten, die Postspeditionsämter, später Bahnpostämter, der Postscheckdienst, die Luftpost, der Postsparkassendienst, der Rundfunk und das Funkwesen.

## Preußen und Norddeutscher Postbezirk 1850–1871

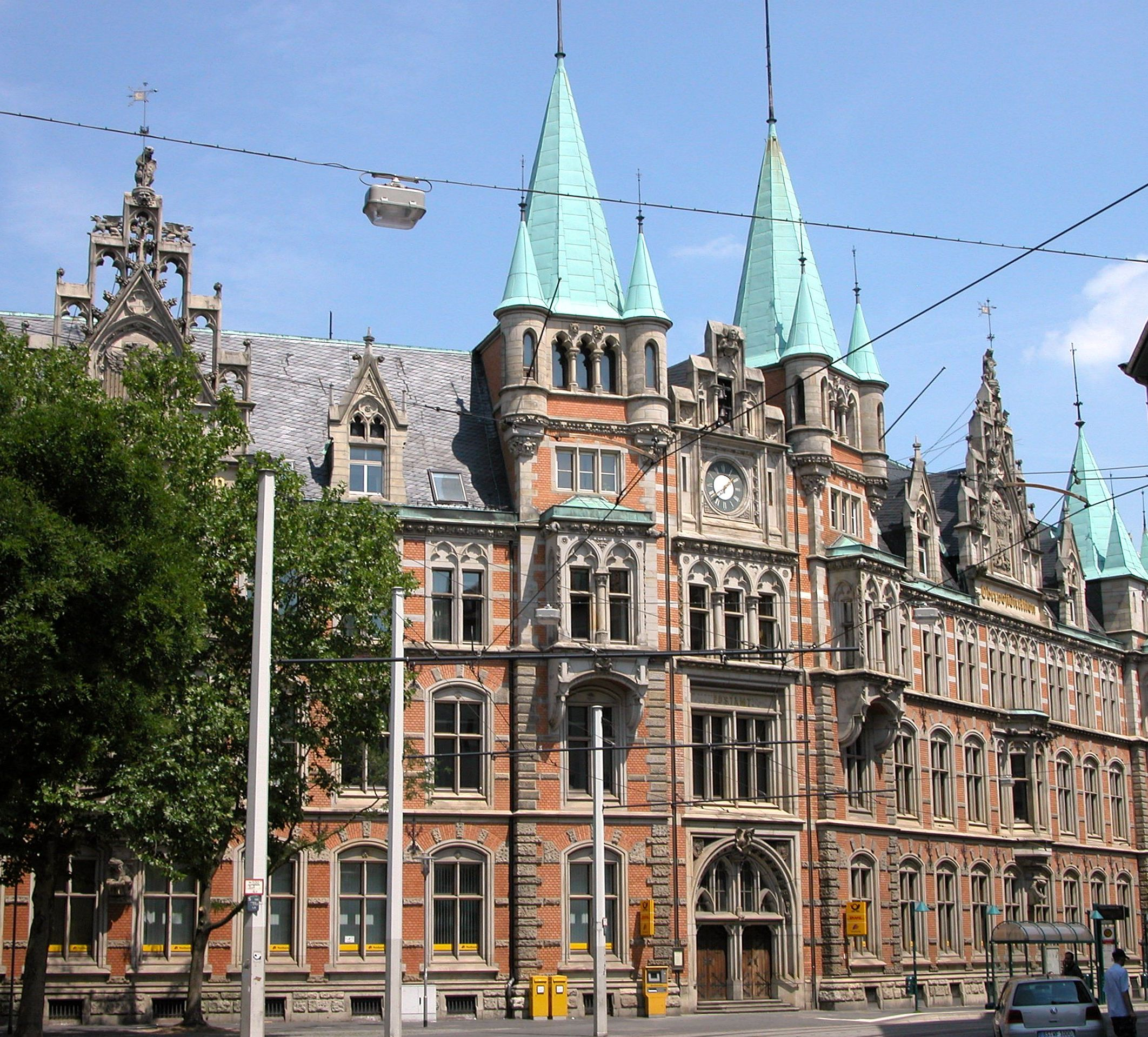
Gebäude der Oberpostdirektion Braunschweig

Bis zum 1. Januar 1850 war in Preußen die Verwaltung des Postwesens zentralisiert. Sämtliche Postanstalten – 236 Postämter, denen 1404 Postexpeditionen untergeordnet waren und 62 Postverwaltungen – unterstanden dem General-Postamt (GPA) in Berlin.
Bereits unter Karl August von Hardenberg erschien 1821 eine Denkschrift, die die oberste Postbehörde von minder wichtigen Angelegenheiten entlasten sollte. Er schlug darin vor, für jede Provinz eine Oberpostdirektion mit administrativen Befugnissen einzurichten.
Es wurde eine Kommission zur Reorganisation des Postwesens gebildet. Sie schlug vor, in jedem Regierungsbezirk einen Beamten mit der Verwaltung der Postpolizei, der Beschwerden in Postsachen und für das Rechnungswesen für ihr Gebiet zu übertragen, dem ein Postinspektor beigegeben werden sollte. Zudem sollten 97 unter dem General-Postamt stehende Kreispostämter gebildet werden, denen je für ihren Kreis eine Anzahl von Postverwaltungen I. und II. Klasse unterstellt werden sollten. Das Regulativ fand jedoch keine Zustimmung, die Kommission wurde 1823 aufgelöst.
Entwürfe des Generalpostdirektors Heinrich Schmückert sahen 1849 eine Dezentralisierung durch eine Mittelbehörde vor. Durch eine Kabinettsorder vom 19. September 1849 wurde in jedem der 26 Regierungsbezirke Preußens eine Oberpostdirektion ins Leben gerufen. Darin hieß es: „Für jeden Regierungsbezirk sowie für die Residenzstadt Berlin ist eine Oberpostdirektion einzurichten. Sämtliche Postanstalten des Regierungsbezirks werden der Oberpostdirektion gleichmäßig untergeordnet…“.

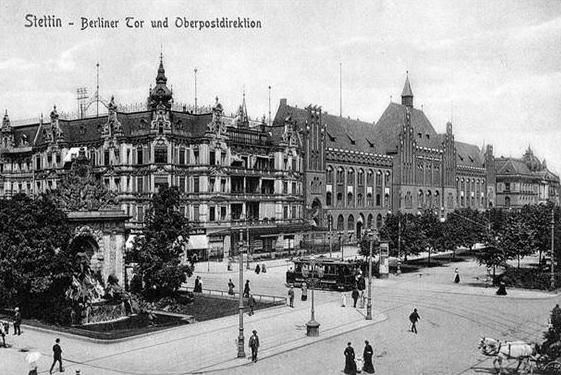
Gebäude der Oberpostdirektion Stettin ab 1905 (rechte Bildhälfte)

26 Oberpostdirektionen nahmen am 1. Januar 1850 ihre Tätigkeit auf. Es waren dies
- in der Provinz Preußen die Oberpostdirektionen in Königsberg, Gumbinnen, Danzig und Marienwerder
- in der Provinz Pommern die Oberpostdirektionen in Stettin, Köslin und Stralsund
- in der Provinz Brandenburg die Oberpostdirektionen in Potsdam, Frankfurt (Oder) und Berlin
- in der Provinz Sachsen die Oberpostdirektionen in Magdeburg, Merseburg und Erfurt
- in der Provinz Posen die Oberpostdirektionen in Posen und Bromberg
- in der Provinz Schlesien die Oberpostdirektionen in Breslau, Liegnitz und Oppeln
- in der Provinz Westfalen die Oberpostdirektionen in Münster, Minden und Arnsberg
- in der Rheinprovinz die Oberpostdirektionen in Köln, Koblenz, Düsseldorf, Aachen und Trier

Diese Verwaltungsgliederung wurde 1868 auf den Norddeutschen Postbezirk und 1871 auf die Reichspost übertragen.
Schon am 1. Oktober 1852 wurde die Oberpostdirektion Merseburg, die dort nach Lage und Raumverhältnissen schlecht untergebracht war, nach Halle (Saale) verlegt.
Am 1. Januar 1867 kam die Oberpostdirektion in Kiel hinzu, am 1. Januar 1867 die in Hannover.
Infolge der Aufhebung der Thurn und Taxisschen Postverwaltung wurden am 1. Juli 1867 die Oberpostdirektionen in Kassel, Darmstadt und Frankfurt am Main eingerichtet.
Nach Aufhebung der bisherigen Landespostverwaltungen auf Grund der Verfassung des Norddeutschen Bundes folgten zum 1. Januar 1868 die Oberpostdirektionen in Leipzig, Schwerin, Oldenburg und Braunschweig. Infolge des Deutsch-Französischen Kriegs kamen im Oktober 1870 in Elsass-Lothringen die Oberpostdirektionen in Straßburg und Metz hinzu.
Am 1. Juli 1868 wurde die Oberpostdirektion Stralsund aufgehoben und mit dem Bezirk der Oberpostdirektion Stettin vereinigt. Gleichzeitig wurde die Oberpostdirektion Marienwerder aufgehoben.

## Reichspost 1871–1945
Mit der Reichsgründung am 1. Januar 1872 kamen die badischen Oberpostdirektionen in Karlsruhe und Konstanz hinzu. Gleichfalls am 1. Januar 1872 wurde der OPD-Bezirk Leipzig geteilt und die Oberpostdirektion Dresden neu eingerichtet.
Am 1. April 1873 und 1. Januar 1874 folgte unter Aufhebung der bisherigen Sonderstellung der Oberpostämter in Hamburg und Bremen die Einrichtung der Oberpostdirektionen in diesen Städten. Das Oberpostamt in Lübeck wurde aufgelöst und dem Bezirk Hamburg zugeteilt. Inzwischen waren die Oberpostdirektionen Aachen, Minden und Bromberg aufgehoben, aber infolge zunehmenden Verkehrs nach kurzer Frist wieder eingerichtet worden.
Am 1. August 1895 wurde die Oberpostdirektion Arnsberg nach Dortmund, dem Mittelpunkt der westfälischen Kohlen- und Eisenindustrie, verlegt, und zum 1. Juli 1897 entstand die Oberpostdirektion Chemnitz. Die Anzahl der Oberpostdirektionen stieg von 33 im Jahr 1871 auf 41 im Jahr 1897.
In Bayern wurden am 1. April 1907 die bisherigen Oberpostämter in Oberpostdirektionen umgewandelt.
Der Ausgang des Ersten Weltkrieges nötigte 1918 zur Preisgabe der Oberpostdirektionen in Danzig, Bromberg, Posen, Metz und Straßburg. Auf Grund der Staatsverträge von 29./31. März 1920 wurden die Oberpostdirektionen in München, Landshut, Nürnberg, Bamberg, Würzburg, Regensburg, Augsburg und Speyer sowie die württembergische Generaldirektion der Posten und Telegraphen als Oberpostdirektion Stuttgart dem Reichspostministerium unterstellt.
Ab dem 1. April 1920 führten die Vorsteher der Oberpostdirektionen – in Stuttgart schon lange vorher – die Amtsbezeichnung „Präsident“. Zur gleichen Zeit ging der Titel des Oberpostdirektors auf die Vorsteher der größten Postämter über.
Im Zuge der Verwaltungsvereinfachung wurden 1934 die fünf Oberpostdirektionen in Darmstadt, Halle (Saale), Konstanz, Liegnitz und Minden aufgelöst.

### Reichspostdirektionen (1934–1945)

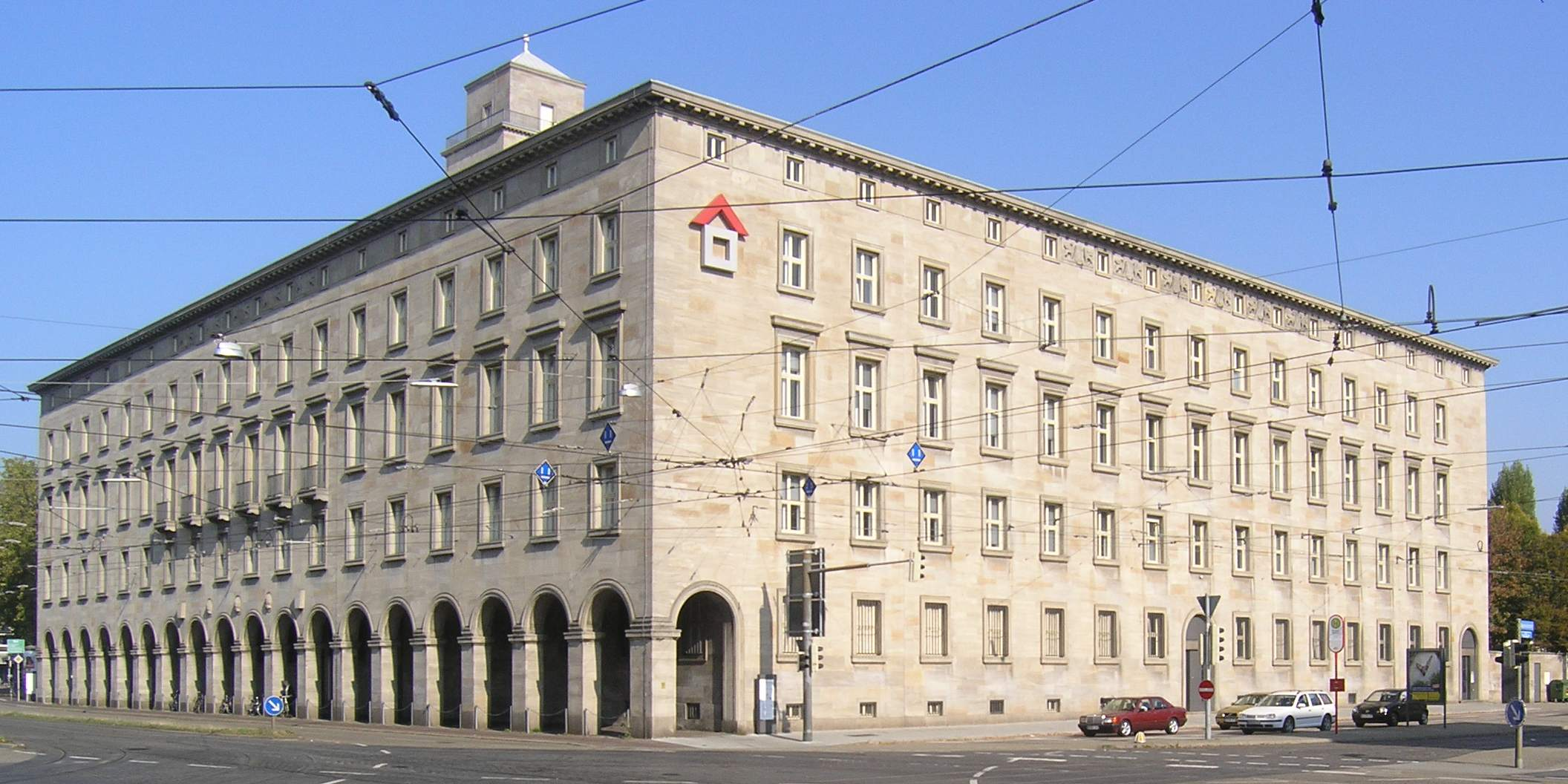
Gebäude der Reichspostdirektion Karlsruhe ab 1939

Vom 1. April 1934 an führten die Oberpostdirektionen die Bezeichnung Reichspostdirektion (RPD).
Durch die Rückgliederung des Saargebiets 1935 wuchs die Zahl der Oberpostdirektionen mit der Einrichtung der Oberpostdirektion Saarbrücken wieder auf 41.
Im nationalsozialistischen Deutschland stieg die Zahl der Oberpostdirektionen durch die Einverleibung weiterer Gebiete auf 51. Die zehn neuen Oberpostdirektionen befanden sich in Aussig, Danzig, Graz, Innsbruck, Karlsbad, Klagenfurt, Linz (Donau), Posen, Troppau und Wien.
Eroberte und besetzte Gebiete wurden durch die Organisation „Deutsche Dienstpost …“ mit der Deutschen Reichspost verbunden, die Postanstalten eingedeutscht und später von den Reichspostdirektionen betreut. Am 1. Januar 1940 hatte Danzig 373 Postämter und Amtsstellen, Gumbinnen 10, Königsberg 25, Oppeln 263 und Posen zu versorgen.
Im Zuge der Vereinfachung der Verwaltung während des Kriegs wurden im Jahr 1943 13 Reichspostdirektionen aufgehoben (Aachen, Bamberg, Karlsbad, Kassel, Köslin, Landshut (Bayern), Oldenburg (Oldb), Potsdam, Regensburg, Speyer, Trier, Troppau und Würzburg).
Am 8. Mai 1945 bestanden noch 38 Reichspostdirektionen.

## Nachkriegszeit ab 1945
Nach dem Zusammenbruch, nach der Aufteilung Deutschlands in vier Besatzungszonen und das unter besonderer Viermächteverwaltung stehende Stadtgebiet von Berlin, erstanden in den Zonen bis auf Berlin wieder Oberpostdirektionen.
Auf Grund des Potsdamer Abkommens (1945) wurden die Oberpostdirektions-Bezirke Königsberg (Pr), Gumbinnen, Stettin, Breslau und Oppeln – die Gebiete östlich der Oder-Neiße-Grenze – in sowjetische bzw. polnische Verwaltung übernommen. Österreich war wieder ein selbstständiger Staat.

### Britische Besatzungszone
In der britischen Besatzungszone war ab dem 19. September 1945 die „Reichspost-Oberpostdirektion für die britische Zone“ (BZRPO) in Bad Salzuflen zuständig für die Oberpostdirektionen Braunschweig, Bremen, Dortmund, Düsseldorf, Hamburg, Hannover, Kiel, Köln und Münster (Westfalen).

### US-amerikanische Besatzungszone
Im Oktober 1945 wurde zunächst in Süddeutschland ein „Planungsausschuss“ für die Amerikanische Besatzungszone mit dem Ziel einer Vereinheitlichung der Verwaltung gebildet. Seit April 1946 unterstanden die Oberpostdirektionen Frankfurt (Main), Karlsruhe, München, Nürnberg, Regensburg und Stuttgart einem Oberpostdirektorium in München.

### Französische Besatzungszone
Nach Festlegung der Grenzen in der Französischen Besatzungszone umfasste sie die Oberpostdirektionen Koblenz und Saarbrücken sowie Teile der OPD-Bezirke von Frankfurt (Main), Karlsruhe und Stuttgart. Eigentlich war nur die Oberpostdirektion Koblenz arbeitsfähig. Die Belegschaft der Oberpostdirektion Saarbrücken hatte sich über den Rhein abgesetzt und fiel zunächst aus. Im Juni 1945 wurden in Trier und Neustadt (Weinstraße) neue Oberpostdirektionen eingerichtet. Neustadt war auch für das eigentlich zu Frankfurt (Main) gehörige Rheinhessen zuständig.
Durch die Neufassung der Grenzen wurden im Sommer 1945 in Freiburg (Breisgau) und Tübingen neue Oberpostdirektionen geschaffen, um die Aufgaben für den französischen Teil der Oberpostdirektions-Bezirke Karlsruhe und Stuttgart zu übernehmen. Damit bestanden – nach der wirtschaftlichen Ausgliederung des Saargebiets mit der im Sommer 1945 gebildeten „Oberpostdirektion Saar“ – in den französisch besetzten Gebieten folgende fünf Oberpostdirektionen: Freiburg, Koblenz, Neustadt, Trier und Tübingen. Sie unterstanden der „Direction des PTT du Gouvernement Militaire de la Zone Francaise d’Occupation“ mit Sitz in Baden-Baden.
Die Zusammenarbeit gestaltete sich schwierig und es kam zur Einrichtung des „Deutschen Postzentralamts in der französischen Zone“ (DPZ) in Rastatt zum 1. September 1945.
Eine Bezirkspostdirektion Wiesbaden war zuständig für das Gebiet der Provinz Nassau (ohne den Stadtkreis Frankfurt (Main), den Stadtkreis Hanau und die Landkreise Hanau, Gelnhausen und Schlüchtern) und bestand vom 28. Juli bis zum 26. September 1945.
Am 1. Januar 1947 schlossen sich die britische und amerikanische Zone zur Bizone (offiziell: Vereinigtes Wirtschaftsgebiet) zusammen. Das Saarland wurde wirtschaftlich und politisch an Frankreich angegliedert. Die bisherige Oberpostdirektion München und die BZRPO wurden zur Hauptverwaltung für das Post- und Fernmeldewesen der amerikanischen und britischen Besatzungszone mit Sitz in Frankfurt am Main vereinigt. In der Bizone bestanden 15 Oberpostdirektionen. Vom 1. April an unterlag der Postverkehr zwischen dem Vereinigten Wirtschaftsgebiet einheitlichen Postvorschriften. Vom 1. Oktober 1948 an galten im Verkehr zwischen dem Vereinigten Wirtschaftsgebiet und dem Saarland Auslandsgebühren und -bestimmungen. Mit Wirkung vom 1. Januar 1957 galt im Saarland das Grundgesetz sowie das Postverwaltungsgesetz der Bundesrepublik Deutschland. Zwischen dem 8. Juli 1957 und dem 30. Juni 1959 galten zwischen dem Saarland und Frankreich, der französischen Union sowie mit Italien und Luxemburg besondere Tarife.
Am 20. Juni 1948 wurde die Währungsreform zum 21. Juni verkündet. Als Reaktion wurde die Berlin-Blockade vom 24. Juni 1948 bis zum 12. Mai 1949 verhängt.
1949 schlossen sich die drei Westzonen zur „Trizone“ zusammen. Ein vorläufiges und von Bayern nicht ratifiziertes Grundgesetz schuf die Bundesrepublik Deutschland. Die Deutsche Post wurde in den Westzonen 1947 als Nachfolgerin der Reichspost gegründet und am 1. März 1950 in Deutsche Bundespost umbenannt. Es bestanden zwanzig Oberpostdirektionen.

### Sowjetische Besatzungszone
In der Sowjetischen Besatzungszone (SBZ) wurde am 9. Juni 1945 die Sowjetische Militäradministration in Deutschland (SMAD) eingerichtet. Am 8. September 1945 nahm die Zentralverwaltung für das Post- und Fernmeldewesen in der sowjetischen Besatzungszone Deutschlands (ZVPF) ihre Arbeit auf, der die OPDn Chemnitz, Dresden, Erfurt, Halle (Saale), Leipzig, Magdeburg, Potsdam und Schwerin (Mecklenburg) unterstellt waren. Die OPDn Chemnitz und Magdeburg wurden am 1. Oktober 1945 aufgelöst und ihre Bezirke den OPDn Leipzig oder Halle (Saale) zugeteilt.
Die ZVPF ging 1948 in der Deutschen Wirtschaftskommission (DWK), Hauptverwaltung Post- und Fernmeldewesen (HVPF) auf. Diese wurde nach Gründung der DDR am 7. Oktober 1949 zum Ministerium für das Post- und Fernmeldewesen der DDR (MPF).

### Viersektorenstadt Berlin
Die in Charlottenburg ansässige Reichspostdirektion Berlin (RPD) war zuständig für 200 Postämter, drei Bahnpostämter, das Postzeitungsamt, das Postscheckamt, sieben Fernsprechämter usw.
Am 14. Mai 1945 verfügte die RPD Berlin: „Jede dienstliche Handlung im Post- und Fernmeldebetrieb hat vorerst zu unterbleiben“. Diese Verfügung wurde per Stafettenpost zugestellt. Fünf Tage später wurde am 19. Mai die frühere OPD Berlin unter der Bezeichnung Abteilung Post- und Fernmeldewesen des Magistrats von Groß-Berlin dem Berliner Magistrat (Magistrat Werner) unterstellt. Das Post- und Fernmeldewesen wurde so zu einer kommunalen Angelegenheit der Viersektorenstadt.
Mit der Spaltung der Stadt im Lauf des Jahres 1948 konstituierte sich im Ostsektor am 30. November 1948 ein „Demokratischer Magistrat“; in den drei Westsektoren bildete nach der Wahl im Dezember 1948 der Magistrat Reuter II die Regierung. Deren Abteilung Post- und Fernmeldewesen erhielt im Januar 1951 die Bezeichnung „Senatsverwaltung für Post- und Fernmeldewesen“ (SVPF).
Im Zuge der engeren Angliederung an die Deutsche Bundespost erfolgte am 1. April 1954 die Gründung der Landespostdirektion Berlin (LPD Berlin) mit Sitz in der Dernburgstraße 50 in Berlin-Charlottenburg. In dem Gebäude der LPD war von 1948 bis 1971 auch das Postscheckamt Berlin West untergebracht. Eine Organisation Deutsche Bundespost Berlin gab es zu keiner Zeit – dieser Begriff war nur auf den Berliner Briefmarken zu finden. Eine dort angebrachte Gedenktafel informiert über die Post-Geschichte des Gebäudes.

## Deutsche Post
Dem Inkrafttreten des Grundgesetzes der Bundesrepublik Deutschland am 23. Mai 1949 folgte am 7. Oktober 1949 die Gründung der Deutschen Demokratischen Republik (DDR). Die Bestimmungen des Weltpostvertrages traten in der DDR am 1. Juli 1953 in Kraft.
Damit war in der SBZ eine eigene Postverwaltung, die Deutsche Post entstanden, die mit Gründung der DDR dem Ministerium für Post- und Fernmeldewesen (MPF) unterstellt wurde.
Im Jahr 1952 wurden mit Wirkung vom 1. Januar 1953 die bisherigen Oberpostdirektionen aufgelöst. An ihre Stelle traten 14 Bezirksdirektionen für Post- und Fernmeldewesen in den Orten Rostock, Schwerin (Mecklenburg), Neubrandenburg (Meckl.), Potsdam, Frankfurt (Oder), Cottbus, Magdeburg, Halle (Saale), Erfurt, Gera, Suhl, Dresden, Leipzig und Chemnitz, am 18. Februar 1954 folgte als letzte Berlin (Ost). Daneben gab es mehrere zentrale Ämter, die dem MPF direkt unterstellt waren.
Die Bezirksdirektionen für Post- und Fernmeldewesen wurden später in Bezirksdirektionen Deutsche Post umbenannt (BDP). Der Bereich Funkwesen unverstanden der Funkdirektion Deutsche Post (FuDP).

## Deutsche Bundespost

Stander am Dienstkraftwagen der Präsidenten einer Oberpostdirektion, des Posttechnischen Zentralamtes und Fernmeldetechnischen Zentralamtes 15 × 25 cm,

Nach dem Zweiten Weltkrieg und der Gründung der Deutschen Bundespost wurden die Bezeichnungen wieder auf Oberpostdirektion geändert. Am 1. April 1950 wurde gemäß Artikel 130 des Grundgesetzes die Hauptverwaltung für das Post- und Fernmeldewesen des Vereinigten Wirtschaftsgebietes (Bizone) und die Oberpostdirektionen in den Ländern Baden, Rheinland-Pfalz und Württemberg-Hohenzollern mit ihren gleichgeordneten und nachgeordneten Dienststellen, in die Verwaltung des Bundes übergeführt.
Für die Westsektoren von Berlin wurde die Landespostdirektion Berlin (LPD) eingerichtet. Da Berlin wegen des besonderen Viermächte-Status nicht unmittelbar von der Bundesrepublik Deutschland aus mitregiert werden durfte, war die LPD Berlin formal ein Bestandteil der Senatsverwaltung für das Post- und Fernmeldewesen, faktisch wurde sie aber wie eine OPD vom zuständigen Bundesministerium geführt und behandelt. Allerdings verausgabte die LPD Berlin als Konsequenz des besonderen rechtlichen Status von West-Berlin eigene Briefmarken, wobei seit Anfang 1950 aber eine wechselseitige Geltung der Marken der Deutschen Bundespost und West-Berlins gegeben war. Die Briefmarken der LPD Berlin waren an der Aufschrift „Deutsche Bundespost Berlin“ erkennbar.
Die Zahl der OPDen schwankte, da einige OPDen im Zuge von Umorganisationen und Fusionen aufgelöst wurden. Ab 1. Januar 1957 kam als Folge des Beitritts des Saarlandes zur Bundesrepublik Deutschland eine OPD hinzu. Zwischen dem 8. Juli 1957 und dem 30. Juni 1959 galten zwischen dem Saarland und Frankreich, der französischen Union sowie mit Italien und Luxemburg besondere Tarife.
Schon 1973 war die Frage einer Neugliederung der OPD-Bezirke gestellt worden. Das Bundeskabinett setzte einen Ministerausschuss ein, mit dem Ergebnis, die Zahl der Oberpostdirektionen um mindestens vier zu vermindern. Vorgeschlagen wurde die OPD Braunschweig mit Hannover, die OPD Trier mit der OPD Koblenz, die OPD Neustadt an der Weinstraße mit der OPD Karlsruhe zu vereinigen und den Bezirk der OPD Tübingen auf die OPDen Freiburg im Breisgau und Stuttgart aufzuteilen. Die organisatorische Durchführung der Eingliederung sowie die Aufteilung der vier OPDen auf fünf benachbarte OPDen war am 31. Dezember 1977 im Wesentlichen abgeschlossen.
Mit dem 1. Juli 1976 wurde eine Verordnung über den Post- und Fernmeldeverkehr mit der Deutschen Post der DDR gültig. Es regelte den gegenseitigen Post- und Fernmeldeverkehr zwischen der DDR und der BRD. Die gesetzliche Grundlage war die Satzung des Weltpostvereins und des internationalen Fernmeldevertrags.

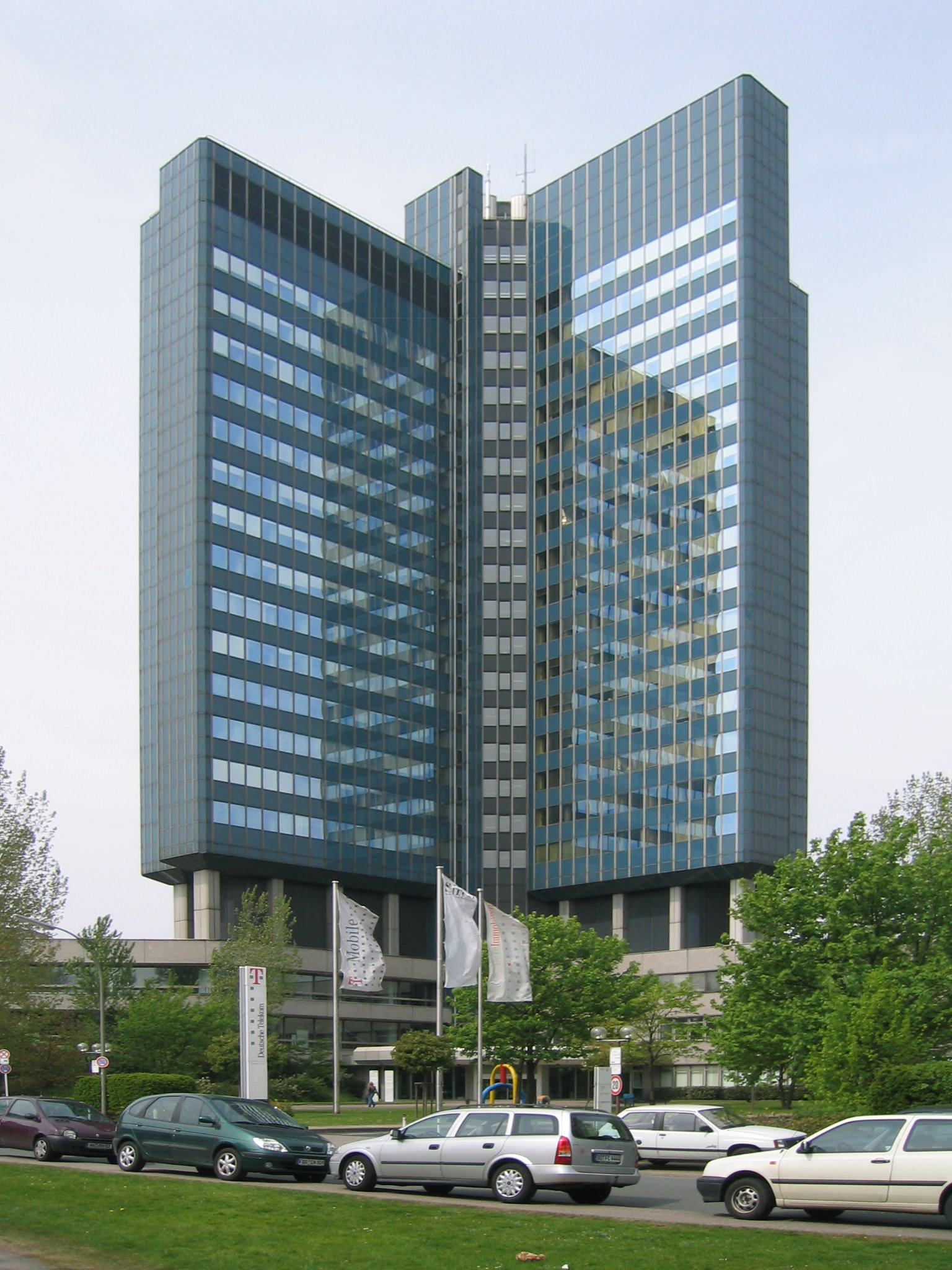
Neubau der Oberpostdirektion Dortmund

Beim Inkrafttreten der Postreform I im Jahr 1990 bestanden von den ehemals 44 nur noch 17 OPDen und die Landespostdirektion Berlin. Die Oberpostdirektionen wurden zunächst intern aufgeteilt (Oberpostdirektion Bereich Postdienst und Bereich Telekom), da die Aufgaben nun von den einzelnen neuen Bereiche jeweils eigenständig wahrgenommen werden sollten. Unter einem Präsidenten fungierten die Bereichsleiter für den Postdienst und die Telekom. Im Januar 1993 folgte die komplette Trennung, die bisherigen Bereichsleiter wurden meist Präsidenten einer Direktion. Gleichzeitig fand die Umbenennung aller Oberpostdirektionen in Direktionen statt, bei der Deutschen Bundespost Postdienst in Direktion Postdienst (die fünf Direktionen auf dem Staatsgebiet der DDR hießen von Anfang an Direktion Postdienst). Nach der Postreform II wurde bei der dadurch entstandenen Deutschen Post AG 1996 die Spartenorganisation reformiert: Die 23 Direktionen agierten nicht mehr regional, sondern nach den Sparten Briefpost, Frachtpost und Filialen. Bei der Neuorganisation der Deutschen Post AG 1999 fielen die Direktionen ganz fort.

### Rechenzentren
Die Oberpostdirektionen Hamburg, Hannover/Braunschweig, Düsseldorf, Köln, Frankfurt, Stuttgart und München sowie die LPD Berlin unterhielten auch Rechenzentren für Großrechner, wobei die fachliche Steuerung durch das Posttechnische Zentralamt erfolgte. Neben originären Anwendungen des Postdienstes wurden dort auch der Postrentendienst und der Fernmelderechnungsdienst als größte Anwendungen betrieben. Selbst nach der Postreform dauerte es mehrere Jahre, bis die danach in „Lohnabrechnung“ weiterhin betriebenen Verfahren von der Deutschen Telekom AG bzw. der heutigen Deutschen Rentenversicherung übernommen wurden.

## Wiedervereinigung 1990
Mit der Maueröffnung am 9. November 1989 ergab sich die Notwendigkeit zur engeren Zusammenarbeit der Posteinrichtungen in beiden deutschen Staaten. Bereits am 12. Dezember 1989 trafen sich in Ost-Berlin die Postminister beider Staaten, um Sofortmaßnahmen im Post- und Fernmeldewesen zu besprechen. Vorerst ging es nur um die 120 Telefonleitungen, die zwischen den beiden Postgebieten bestanden. Bis zum 20. Dezember konnten weitere 188 Leitungen zugeschaltet werden.
In der Organisationsverfügung ging es um die Auflösung oder Überführung des Organisationsaufbaus. Der in der Verfügung gebrauchte Begriff „abwickeln“ bedeutete im damaligen Sprachgebrauch, die Arbeitskräfte zu entlassen und den Betrieb aufzulösen.
Auf Grund des Artikels 13 Abs. 2 des Einigungsvertrages vom 31. August 1990 zwischen der Bundesrepublik Deutschland und der Deutschen Demokratischen Republik in Verbindung mit dem Zustimmungsgesetz zum Einigungsvertrag wurde mit Wirkung vom 3. Oktober 1990 unter anderem angeordnet:
- Die Generaldirektionen der Deutschen Post werden nicht auf den Bund überführt; sie werden abgewickelt.
- Die Direktionen der Deutschen Post in den Postbereichen Schwerin, Erfurt, Halle, Dresden und Potsdam, der Geschäftsbereich Postdienst der Direktion Berlin, die Direktionen der Deutschen Post im Telekombereich Rostock, Erfurt, Magdeburg, Leipzig und Potsdam sowie der Geschäftsbereich Telekom der Direktion Berlin werden auf die Unternehmen der Deutschen Bundespost Postdienst und der Deutschen Bundespost Telekom überführt.
- Das Hauptpostscheckamt Berlin und das Postscheckamt Leipzig werden auf die Deutsche Bundespost Postbank überführt. Die Postscheckämter Erfurt, Dresden und Magdeburg werden abgewickelt. Im Übrigen werden die Organisationseinheiten der Deutschen Post auf die Deutsche Bundespost überführt. Die Stellen für Zoll- und Inhaltskontrollen und Baureparaturdienst werden abgewickelt. Ebenso das Zeitungsvertriebsamt, die Fernmeldeämter sowie die Betriebsschulen der Deutschen Post.

Nun waren die OPDn Schwerin, Erfurt, Halle, Dresden und Potsdam hinzugekommen und die beiden Berliner Ämter zusammengelegt worden. Die am 1. Januar 1953 gegründeten Bezirksdirektionen Rostock, Neubrandenburg (Mecklenburg), Frankfurt (Oder), Cottbus, Magdeburg, Erfurt, Gera, Suhl, Leipzig und Chemnitz wurden abgewickelt. Die Telekom übernahm die Fernmeldeämter Rostock, Magdeburg, Leipzig und Potsdam sowie Berlin.

## Liste der Oberpostdirektionen
| Oberpostdirektionen                  | Oberpostdirektionen             | Oberpostdirektionen                                                                               | Oberpostdirektionen | Oberpostdirektionen | Oberpostdirektionen             | Oberpostdirektionen                                                   |
| ------------------------------------ | ------------------------------- | ------------------------------------------------------------------------------------------------- | ------------------- | ------------------- | ------------------------------- | --------------------------------------------------------------------- |
| Standort                             | Einrichtung                     | Auflösung und Bemerkung                                                                           |                     | Standort            | Einrichtung                     | Auflösung und Bemerkung                                               |
| Aachen                               | 1. Januar 1850 1. Januar 1876   | 1. Oktober 1870 2. März 1943, an RPD Köln                                                         |                     | Augsburg            | 1. April 1920                   | 1945 an RPD München                                                   |
| Aussig                               | 1. Februar 1939                 | 1945 (Ende des Dritten Reiches)                                                                   |                     | Arnsberg            | 1. Januar 1850                  | 1. Oktober 1895, an OPD Dortmund                                      |
| Bamberg                              | 1. April 1920                   | 20. Februar 1943, an RPD Nürnberg                                                                 |                     | Berlin              | 1. Januar 1850                  | 1. Januar 1995, Ende der Bundespost                                   |
| Braunschweig                         | 1. Januar 1868                  | 1977, an OPD Hannover                                                                             |                     | Bremen              | 1. Januar 1874                  | 1. Januar 1995, Ende der Bundespost                                   |
| Breslau                              | 1. Januar 1850                  | 1945 (Ende des Dritten Reiches)                                                                   |                     | Bromberg            | 1. Januar 1850 1. Januar 1876   | 1. Oktober 1868, an OPD Posen 1918 (Versailler Vertrag)               |
| Chemnitz Karl-Marx-Stadt (1953–1990) | 1. Juli 1897                    | 31. Januar 1946, an OPD Leipzig (1. Oktober 1945 bis 31. März 1946 als „Abwicklungsstelle“ tätig) |                     | Cottbus             | 1. Januar 1953                  | 3. Oktober 1990 abgewickelt                                           |
| Danzig                               | 1. Januar 1850 22. Oktober 1939 | 1918 (Versailler Vertrag) 1945 (Ende des Dritten Reiches)                                         |                     | Darmstadt           | 1. Januar 1867                  | 31. März 1934 an OPD Frankfurt (Main)                                 |
| Dortmund                             | 1. Januar 1895                  | 1. Januar 1995, Ende der Bundespost                                                               |                     | Dresden             | 1. Januar 1872                  | 1. Januar 1995, Ende der Bundespost                                   |
| Düsseldorf                           | 1. Januar 1850                  | 1. Januar 1995, Ende der Bundespost                                                               |                     | Erfurt              | 1. Januar 1850                  | 1. Januar 1995, Ende der Bundespost                                   |
| Frankfurt (Oder)                     | 1. Januar 1850                  | 3. Oktober 1990 abgewickelt                                                                       |                     | Frankfurt (Main)    | 1. Juni 1867                    | 1. Januar 1995, Ende der Bundespost                                   |
| Freiburg (Brsg)                      | 1945 franz.-Zone                | 1. Januar 1995, Ende der Bundespost                                                               |                     | Gera                | 1. Januar 1953                  | 3. Oktober 1990 abgewickelt                                           |
| Graz                                 | 1. Mai 1938                     | 1945 (Ende des Dritten Reiches)                                                                   |                     | Gumbinnen           | 1. Januar 1850                  | 1945 (Ende des Dritten Reiches)                                       |
| Halle (Saale)                        | 1. Oktober 1852 1. Januar 1953  | 31. März 1934 1. Januar 1995, Ende der Bundespost                                                 |                     | Hamburg             | 1. April 1873                   | 1. Januar 1995, Ende der Bundespost                                   |
| Hannover                             | 1. Januar 1867                  | 1. Januar 1995, Ende der Bundespost                                                               |                     | Innsbruck           | 1. Mai 1938                     | 1945 (Ende des Dritten Reiches)                                       |
| Karl-Marx-Stadt → Chemnitz           |                                 |                                                                                                   |                     | Karlsbad            | 1. Februar 1939                 | 18. Februar 1943, an RPD Aussig                                       |
| Karlsruhe                            | 1. Januar 1872                  | 1. Januar 1995, Ende der Bundespost                                                               |                     | Kassel              | 1. Juni 1867                    | 26. Februar 1943, an RPD Frankfurt (Main)                             |
| Kiel                                 | 1. Januar 1867                  | 1. Januar 1995, Ende der Bundespost                                                               |                     | Klagenfurt          | 1. Mai 1938                     | 1945 (Ende des Dritten Reiches)                                       |
| Koblenz                              | 1. Januar 1850                  | 1. Januar 1995, Ende der Bundespost                                                               |                     | Köln                | 1. Januar 1850                  | 1. Januar 1995, Ende der Bundespost                                   |
| Königsberg (Pr)                      | 1. Januar 1850                  | 1945 (Ende des Dritten Reiches)                                                                   |                     | Konstanz            | 1. Januar 1872                  | 31. März 1934, an OPD Karlsruhe                                       |
| Köslin                               | 1. Januar 1850                  | 10. Februar 1943, an RPD Stettin                                                                  |                     | Landshut            | 1. April 1920                   | 22. Februar 1943, an RPD München                                      |
| Leipzig                              | 1. Januar 1868                  | 3. Oktober 1990 abgewickelt                                                                       |                     | Liegnitz            | 1. Januar 1850                  | 31. März 1934, an OPD Breslau                                         |
| Linz (Donau)                         | 1. Mai 1938                     | 1945 (Ende des Dritten Reiches)                                                                   |                     | Magdeburg           | 1. Januar 1850                  | 3. Oktober 1990 abgewickelt                                           |
| Marienwerder                         | 1. Januar 1850                  | 31. Dezember 1871                                                                                 |                     | Merseburg           | 1. Januar 1850                  | 1. Oktober 1852, an OPD Halle (Saale)                                 |
| Metz                                 | Oktober 1870                    | 1918 (Versailler Vertrag)                                                                         |                     | Minden              | 1. Januar 1850 1. Januar 1876   | 1. Juli 1869, an OPD Münster und Kassel 31. März 1934, an OPD Münster |
| München                              | 1. April 1920                   | 1. Januar 1995, Ende der Bundespost                                                               |                     | Münster             | 1. Januar 1850                  | 1. Januar 1995, Ende der Bundespost                                   |
| Neubrandenburg                       | 1. Januar 1953                  | 3. Oktober 1990 abgewickelt                                                                       |                     | Neustadt (Weinst)   | 1945 franz.-Zone                | 1977 an OPD Karlsruhe                                                 |
| Nürnberg                             | 1. April 1920                   | 1. Januar 1995, Ende der Bundespost                                                               |                     | Oldenburg           | 1. Januar 1868                  | 4. März 1943, an RPD Bremen                                           |
| Oppeln                               | 1. Januar 1850                  | 1945 (Ende des Dritten Reiches)                                                                   |                     | Posen               | 1. Januar 1850 1. Dezember 1939 | 1918 (Versailler Vertrag) 1945 (Ende des Dritten Reiches)             |
| Potsdam                              | 1. Januar 1850 1. Januar 1953   | 15. Februar 1943, an RPD Berlin 1. Januar 1995, Ende der Bundespost                               |                     | Regensburg          | 1. April 1920 1945 amer.-Zone   | 30. März 1943, an RPD Nürnberg 1. Januar 1995, Ende der Bundespost    |
| Rostock                              | 1. Januar 1953                  | 3. Oktober 1990 abgewickelt                                                                       |                     | Saarbrücken         | 1. März 1935                    | 1. Januar 1995, Ende der Bundespost                                   |
| Schwerin                             | 1. Januar 1868                  | 3. Oktober 1990 abgewickelt                                                                       |                     | Speyer              | 1. April 1920                   | 28. Februar 1943, an RPD Saarbrücken                                  |
| Stettin                              | 1. Januar 1850                  | 1945 (Ende des Dritten Reiches)                                                                   |                     | Stralsund           | 1. Januar 1850                  | 1. Juli 1868, an OPD Stettin                                          |
| Straßburg                            | Oktober 1870                    | 1918 (Versailler Vertrag)                                                                         |                     | Stuttgart           | 1. April 1920                   | 1. Januar 1995, Ende der Bundespost                                   |
| Suhl                                 | 1. Januar 1953                  | 3. Oktober 1990 abgewickelt                                                                       |                     | Trier               | 1. Januar 1850 1945 franz.-Zone | 24. Februar 1943, an RPD Koblenz 1977 an OPD Koblenz                  |
| Troppau                              | 1. Februar 1939                 | 25. März 1943, an RPD Oppeln                                                                      |                     | Tübingen            | 1945 franz.-Zone                | 1977, an OPD Freiburg und Stuttgart                                   |
| Wien                                 | 1. Mai 1938                     | 1945 (Ende des Dritten Reiches)                                                                   |                     | Würzburg            | 1. April 1920                   | 17. März 1943, an RPD Nürnberg                                        |